# Leoberto Leal
Leoberto Leal è un comune del Brasile nello Stato di Santa Catarina, parte della mesoregione della Grande Florianópolis e della microregione di Tijucas.